# Большеремезенское сельское поселение
Большеремезенское се́льское поселе́ние — муниципальное образование в Чамзинском районе Мордовии Российской Федерации.
Административный центр — село Большие Ремезёнки.

## История
Статус и границы сельского поселения установлены Законом Республики Мордовия от 28 декабря 2004 года № 128-З  «Об установлении границ муниципальных образований Чамзинского муниципального района, Чамзинского муниципального района и наделении их статусом сельского поселения, городского поселения и муниципального района».
Законом от 17 мая 2018 года N 52-З, Маломаресевское сельское поселение и одноимённый сельсовет были упразднены, а входившие в их состав населённые пункты (село Малое Маресево и деревня Малые Ремезенки) были включены в состав Большеремезенского сельского поселения и сельсовета с административным центром в селе Большие Ремезенки.

## Население
| 2002 | 2010 | 2012 | 2013 | 2014 | 2015 | 2016 |
| ---- | ---- | ---- | ---- | ---- | ---- | ---- |
| 546  | ↘515 | ↘502 | ↘487 | ↘470 | ↘467 | ↘463 |
| 2017 | 2018 | 2019 | 2020 | 2021 |      |      |
| →463 | ↘453 | ↗709 | ↘691 | ↗768 |      |      |

## Состав сельского поселения
| № | Населённый пункт  | Тип населённого пункта       | Население |
| - | ----------------- | ---------------------------- | --------- |
| 1 | Большие Ремезёнки | село, административный центр | ↘452      |
| 2 | Красногорное      | село                         | ↘63       |
| 3 | Малое Маресево    | село                         | ↘188      |
| 4 | Малые Ремезенки   | деревня                      | ↘36       |